# Sezioni unite
Le sezioni unite si hanno, generalmente, quando due o più soggetti deputati al processo decisionale si incontrano, nell'ambito di una sessione speciale o straordinaria, con uno scopo specifico. Nel caso di organi legislativi (ad esempio in parlamenti bicamerali), si parla anche di seduta comune.

## Mondo

### Italia
Nell'ordinamento giuridico italiano, le Sezioni Unite (SS.UU.) costituiscono la sezione più autorevole della Corte suprema di cassazione; nel processo civile, la pronuncia delle sezioni unite è contemplata dall'art. 374 c.p.c. (pronuncia a sezioni unite), che ne prevede la possibilità espressamente nei casi indicati dagli artt. 360 e 362 c.p.c.; nel processo penale è invece prevista all'art. 618 c.p.p. (Decisione delle sezioni unite) e agli artt. 170, 172 e 173 disp. att. c.p.p.
Quando occorre dirimere contrasti insorti tra le decisioni delle singole sezioni o quando le questioni proposte sono di speciale importanza (ad esempio perché si tratta di una questione che si presenta per la prima volta) il Presidente della Corte di cassazione, su richiesta del Procuratore Generale, dei difensori delle parti o anche d'ufficio, assegna il ricorso alle Sezioni Unite. Inoltre, la singola sezione può rimettere alle SS.UU. il ricorso se rileva che la questione di diritto, sottoposta al suo esame, ha dato luogo o può dar luogo ad un contrasto giurisprudenziale.
Le SS.UU. sono composte da otto consiglieri e presiedute dal Primo Presidente della Corte di Cassazione. 
Le Sentenze delle SS.UU. sono la massima espressione della giurisprudenza italiana in materia di legittimità procedurale, esse danno un orientamento definitivo, per cui le singole sezioni non possono esprimere un avviso diverso senza il parere delle Sezioni Unite.
Le medesime funzioni sono svolte, nella giurisdizione amministrativa, dall'Adunanza plenaria del Consiglio di Stato; la Corte dei conti esercita tali funzioni, in ordine alla giurisdizione contabile, nella forma delle Sezioni Riunite. In ambedue questi organi, per le questioni attinenti alla funzione consultiva, l'organo di vertice equivalente è definito adunanza generale.
Il d. lgs. 40/2006 ha ridefinito sul modello anglosassone il rapporto fra Sezioni Unite e Sezioni Semplici stabilendo che «il primo presidente può disporre che la Corte pronunci a sezioni unite sui ricorsi che presentano una questione di diritto già decisa in senso difforme dalle sezioni semplici, e su quelli che presentano una questione di massima di particolare importanza» e che «se la sezione semplice ritiene di non condividere il principio di diritto enunciato dalle sezioni unite, rimette a queste ultime, con ordinanza motivata, la decisione del ricorso».
Chiarito il modo di risolvere le antinomie interne alle SS. UU., con la sentenza n. 6/2018 la Corte Costituzionale è intervenuta in tema di antinomie del diritto interno insorte fra organi supremi della giurisdizione italiana. La Consulta ha affermato che la Corte Suprema è tenuta ad un'interpretazione rigorosa della legge e del dettato costituzionale per evitare che il controllo di giurisdizione sulla magistratura amministrativa e contabile possa trasformarsi in un'estensione della portata e degli ambiti del suo giudizio di legittimità.
Nel maggio 2019, il neoeletto presidente della Consulta Giancarlo Coraggio ha ribadito che si debba prevenire l'esigenza di «obbligare la Corte costituzionale a svolgere il ruolo improprio di giudice dei conflitti di giurisdizione» e che si debba procedere per via legislativa ad una «integrazione delle sezioni unite con esperienza e professionalità dei due giudici “speciali”», in modo da «rendere istituzionale quell’indispensabile colloquio che al livello informale non ha dato i risultati sperati». La Consulta identifica quindi nelle Sezioni Unite l'organismo naturalmente deputato a dirimere i conflitti di giurisdizione, nella forma di un controllo di un controllo di giurisdizione e nel limite circostanziabile dalla lettera della legge.